# Džon Li Huker
Džon Li Huker (22. avgust 1912 ili 1917 – 21. jun 2001) bio je američki bluz pevač, tekstopisac, i gitarista. Sin napoličara, on je stekao slavu izvođači adaptacije delta bluza u stilu električne gitare. Huker je često uključivao druge elemente, uključujući govoreći bluz i rani Hil kantri bluz severnog Misisipija. On je razvio sopstveni stil bugi vodeći ritam, različit od klavirom vođenog bugi-vugija iz tridesetih i četrdesetih godina 20. veka. Huker je rangiran na 35. mestu na Roling Stounsovom spisku 100 najboljih gitarista iz 2015. godine. 
Neke od njegovih najpoznatijih pesama uključuju „Boogie Chillen'” (1948), „Crawling King Snake” (1949), „Dimples” (1956), „Boom Boom” (1962) i „One Bourbon, One Scotch, One Beer” (1966). Nekoliko njegovih kasnijih albuma, uključujući The Healer (1989), Mr. Lucky (1991), Chill Out (1995), i Don't Look Back (1997), bili su uspešni na američkim i britanskim lestvicama. The Healer (za pesmu „I'm In The Mood”) i Chill Out (za album) zaradili su mu Gremi pobede, kao i Don't Look Back, za koji je dobio dvostruku Gremi nagradu za Najbolji tradicionalni bluz snimak i Najbolju pop saradnju sa vokalom (sa Van Morisonom).

## Nagrade i priznanja
Među mnoštvom njegovih nagrada, je njegovo uvođenje u Dvoranu slavnih bluza 1980. godine, i Dvoranu slavnih rok end rola 1991. Bio je dobitnik članstva Nacionalne baštine 1983. godine, koje dodeljuje američka Nacionalna zadužbina za umetnost, što je najveća počast vlade Sjedinjenih Država u narodnim i tradicionalnim umetnostima. Dobitnik je nagrade Gremi za životno delo 2000. godine i zvezdu je na Holivudskom šetalištu slavnih. Takođe je primljen u Dvoranu slavnih muzičara iz Misisipija.
Dve njegove pesme, „Boogie Chillen” i „Boom Boom”, uvrštene su u listu 500 pesama koje su oblikovale rok end rol Rok end rol dvorane slavnih. Pesma „Boogie Chillen” takođe je uključena u spisak Pesama veka Asocijacije rekordne industrije Amerike.
Džon Li Huker je 2007. godine izabran u Mičigensku dvoranu slavnih rok end rol legendi.

## Diskografija

### Singlovi
| Godina                                  | Naslov A-strana / B-strana                                                             | Izdavačka kuća             | Najviši rang | Najviši rang | Najviši rang |
| Godina                                  | Naslov A-strana / B-strana                                                             | Izdavačka kuća             | US 100       | US R&B       | UK Singlovi  |
| --------------------------------------- | -------------------------------------------------------------------------------------- | -------------------------- | ------------ | ------------ | ------------ |
| 1948                                    |                                                                                        | Modern 627                 | —            | 1            | —            |
| 1949                                    |                                                                                        | Modern 663                 | —            | 5 / 9        | —            |
| 1949                                    |                                                                                        | Modern 714                 | —            | 6            | —            |
| 1950                                    |                                                                                        | Sensation 26               | —            | 15           | —            |
| 1951                                    |                                                                                        | Modern 835                 | 30           | 1            | —            |
| 1958                                    |                                                                                        | Vee-Jay 293                | —            | 29           | —            |
| 1960                                    |                                                                                        | Vee-Jay 349                | —            | 21           | —            |
| 1962                                    |                                                                                        | Vee-Jay 483                | 60           | 14           | —            |
| 1964                                    |                                                                                        | $tateside SS 297           | —            | —            | 23           |
| 1992                                    |                                                                                        | Point Blank/ Virgin POB 3  | —            | —            | 16           |
| 1993                                    |                                                                                        | Point Blank/ Virgin POB 4  | —            | —            | 53           |
| 1993                                    |                                                                                        | Exile VANS 11              | —            | —            | 31           |
| 1995                                    | (ponovno izvođenje)                                                                    | Point Blank/ Virgin POB 10 | —            | —            | 45           |
| 1998                                    | -{„Baby Lee„ (ponovno izvođenje) / „Cuttin' Out” (ponovno izvođenje) / „No Substitute” | Silvertone ORE CD 21       | —            | —            | 65           |
| "—" označava izdanje koje nije ragirano |                                                                                        |                            |              |              |              |

### Albumi
| Godina                                   | Naslov | Izdavačka kuća                       | Najviši rang | Najviši rang | Najviši rang |
| Godina                                   | Naslov | Izdavačka kuća                       | US 200       | US Blues     | UK Albumi    |
| ---------------------------------------- | ------ | ------------------------------------ | ------------ | ------------ | ------------ |
| 1967                                     |        | Marble Arch MAL 663                  | —            | —            | 34           |
| 1971                                     |        | Liberty LST-35002                    | 73           | —            | —            |
| 1971                                     |        | ABC ABCD-720                         | 126          | 38           | —            |
| 1972                                     |        | ABC ABCX-736                         | 130          | —            | —            |
| 1989                                     |        | Chameleon D2-74808                   | 62           | —            | 63           |
| 1991                                     |        | Point Blank/ Virgin 91724-2          | 101          | —            | 3            |
| 1995                                     |        | Point Blank/ Virgin 7243 8 40107 2 0 | 136          | 3            | 25           |
| 1997                                     |        | Point Blank/ Virgin 7243 8 42771 2 3 | 163          | 3            | 63           |
| 1998                                     |        | Point Blank/ Virgin 7243 8 46424 2 6 | —            | 4            | —            |
| 2002                                     |        | Universal 008811264628               | —            | 6            | —            |
| 2004                                     |        | Eagle ER 20023-2                     | —            | 3            | —            |
| 2007                                     |        | Shout! Factory 826663-10198          | —            | 14           | —            |
| 2015                                     |        | Concord 888072375970                 | —            | 12           | —            |
| "—" označava izdanje koje nije rangirano |        |                                      |              |              |              |

## Film
- The Blues Brothers on Maxwell Street (Chicago) outside Aretha Franklin's restaurant (1980)
- John Lee Hooker & Furry Lewis DVD (1995)
- John Lee Hooker Rare Performances 1960–1984 DVD (2002)
- Come See About Me DVD (2004)
- John Lee Hooker: Bits and Pieces About … DVD and CD (2006)

## Spoljašnje veze
- Званични веб-сајт
- Džon Li Huker на веб-сајту Енциклопедија Британика (језик: енглески)
- Džon Li Huker на веб-сајту  (језик: енглески)